# Stylta

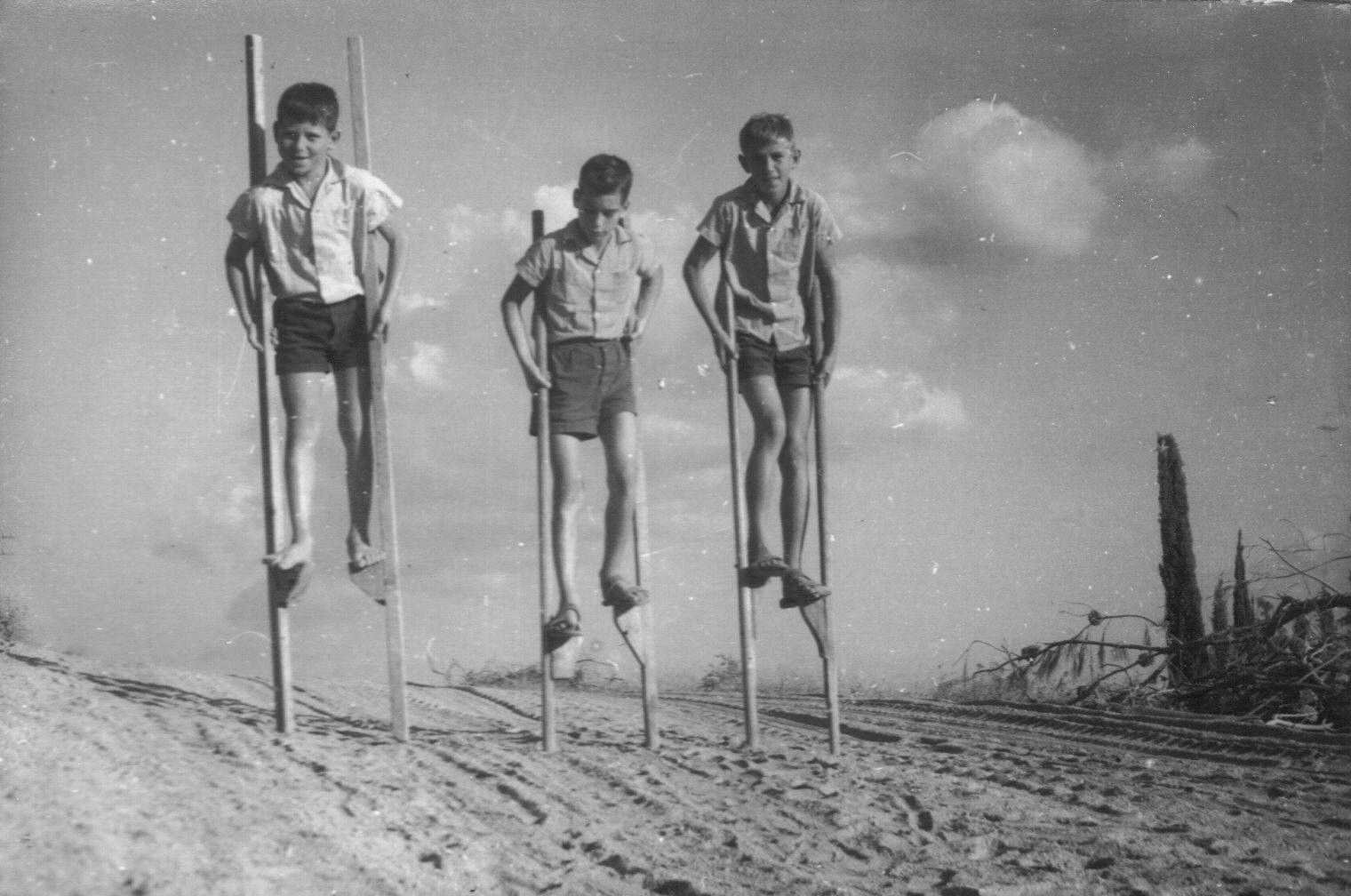
Barn som går på styltor i Israel under 1930-talet.

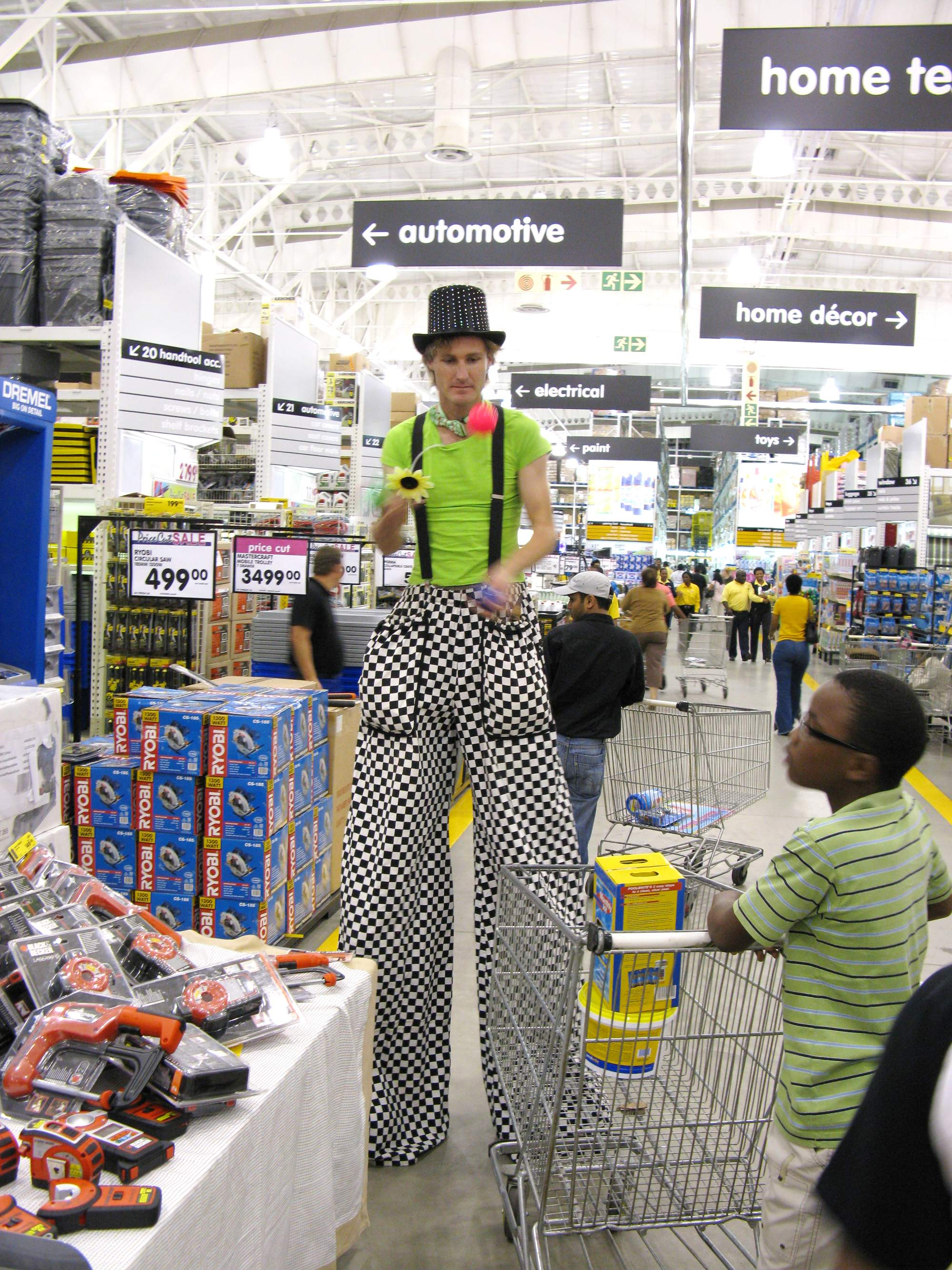
En jonglerande clown som har styltor innanför byxorna.

Stylta syftar vanligen på en leksak och ett redskap som används i par, huvudsakligen för att man ska se längre ut. Styltor finns i olika utförande. En klassisk stylta består av en stång försedd med en kloss som är fäst på lämplig höjd. Vid användning placeras styltorna vertikalt samtidigt som man håller tag om styltorna och placerar fötterna på klossarna. Därefter kan man förflytta sig med styltorna, vilket vardagligt kallas att "gå på styltor". Förutom vid lek används styltor ofta i komiska eller festliga sammanhang, exempelvis av clowner.
Styltor förekommer i svenska texter sedan 1600-talet.